# Kaja-kalandok
A Kaja-kalandok (eredeti cím: Nutri Ventures – The Quest for the 7 Kingdoms) 2012-től 2014-ig futott portugál-német-amerikai televíziós 2D-s számítógépes animációs sorozat, amelynek alkotói Rodrigo Carvalho és Rui Miranda. A rendezője António Ferreira, az írói Rodrigo Carvalho és Rui Miranda, a producere Nutri Ventures SA. A tévéfilmsorozat a Nutri Ventures SA gyártásában készült. Műfaját tekintve akciófilm-sorozat, kalandfilmsorozat, filmvígjáték-sorozat és fantasy filmsorozat. Portugáliában a RTP 2 és a Canal Panda vetítette, Spanyolországban a Disney Channel sugározta, Magyarországon korábban a Megamax, később az M2 adta.

## Ismertető
Mindenki tudja, hogy az egészséges táplálkozás nagyon fontos. Az a megfelelő táplálkozás, ha naponta többször és változatosan eszünk. De a történet szereplői ezt a jövőben másképp csinálják. Alex Grand gazdag, feltaláló ember. Egy új ennivalót talál fel, amely a Genex 100. Ebből egy nap, elég  egy keveset bevenni. Alex Grand feltalálása, kielégíti az emberek napi tápanyagszükségletét. Az emberek megtapasztalják, hogy naponta mennyi mértéket kell fogyasztaniuk. Alex Grand-nak szerencsét hoz abban a találmánya, hogy a jövőben a világ leggazdagabb emberévé váljon. Lina, Teo és Ben együtt mennek el osztálykirándulásra, hogy felkeressék a Genex gyárat. Itt megnézik a Genex előállítását. Közben letérnek a megfelelő útvonalról és bejutnak a gyárnak egy titkos részére. Ezen a helyen, fontos felfedezés vár rájuk, hogy megtapasztalják, hogy kell előállítani a Genex 100-at.

## Szereplők

### Főszereplők
- Alex Grand – A főgonosz, öreg feltaláló, aki a világ leggazdagabb embere szeretne lenni. Felfedezi a Genex 100-at, ami egy olyan táplálék, amit elég egy nap egyszer bevenni.
- Nose – Alex Grand segédje
- Theo – Ügyes fiú, aki osztálykirándulás során, a társaival együtt fedezi fel Alex Grand gyárát.
- Ben – Ügyes fiú, aki segít Theo-nak, hogy felfedezzék Alex Grand gyárát.
- Lina – Vörös hajú, barna szemű, nagyobb lány, aki összetart Ben-el és Theo-val. Jól ismeri a megfelelő táplálkozást.
- Nina – Szőkés-vörös hajú, zöld szemű kislány, aki Theo testvére. A többiekkel elindul, mert meg akarja ismerni a megfelelő táplálkozást. A csapat legfiatalabb tagja.

### A Gugák (Guga)
A gugák kicsi aranyos lények, de nem állatok. Nexus találta fel őket, hogy segítsenek a Kaja-Őröknek. Minden királyságnak van őrzője, akiknek van egy gugájuk.
- Lila guga – A főhősök gugája, egyszer Tina, a fehér királyság tejgyárának dolgozónője, elrabolta őt, de Lina megmentette.
- Sárga guga – A Sárga őr gugája, a Sárga királyságból, aki harcias viselkedésű.
- Fehér guga – A Fehér őr gugája, a Fehér királyságból, aki szereti a sarat.
- Narancssárga guga – A Narancssárga őr gugája, a Narancssárga királyságból, aki valódi örökmozgó.
- Vörös guga – A Vörös őr gugája, a Vörös királyságból, aki mindentől fél.
- Kék guga – A Kék őr gugája, a Kék királyságból, aki mindig mérges.
- Zöld guga – A Zöld őr gugája, a Zöld királyságból, aki mindig jókedvű.
- Barna guga – A Barna őr gugája, a Barna királyságból, aki nagy alvó.

### A Kaja őrök
Minden királyságnak van egy vezetője, akik a kaja-őrök. A gugákat Nexus küldte el a kaja-őröknek, amikor a Genex 100-at állította elő. A kaja-őrök, a gugák tulajdonosai.
- Fehér őr – Nő, aki szereti a tisztaságot és kényes természete van. Először nem hitt abban, hogy Theo és csapata hősök.
- Narancssárga őr – Nő, aki hisz a varázslatokban. Ezért fantázia királyságot alapított. Szellemes az ötlete és segítőkész.
- Barna őr – Nő, aki felfegyverezett, energikus, és mindig készenlétben van.
- Sárga őr – Férfi, aki kissé pesszimista és félénk. Theo a barátaival segített neki, amikor nem a várt tovább az általa rendelt tejre, amit a hősök hoztak volna meg neki.
- Vörös őr – Férfi, aki agresszív, erős és egyáltalán nem gyáva.
- Zöld őr – Férfi, aki módszeres és szervezett, mindig figyel a növényeire, hogy be legyenek takarítva.
- Kék őr – Férfi, akinek jó a humorérzéke, és szereti a halakat. Nexus engedélyezte neki, hogy megalapítsa a víz alatti királyságot.

### További szereplők
- Tina – Vörös hajú, kék szemű, fiatal felnőttnő, a Fehér-királyság tejgyárában a dolgozónő, de egyben kártevő is a gyárban.
- Jovanda – Ifjú hölgy, aki a sivatag úrnője, és a Vörös királyság védelmezése mellett áll.
- Genevive – Barna hajú, zöld szemű, tinédzserlány, a Vörös őr lánya, akit Theo megmentett, és ezért Theo-t lovaggá ütötték.
- Cukimuki – A hipnotizáló férfi, aki géppel hipnotizálta el alattvalóit, hogy ettől fogva csak cukrot egyenek.
- Sid – A Narancssárga-királyságból származó fiú, aki Theo csapatába szegődött. Theo és csapata, amíg a királyságban tartózkodtak, addig gyakran bajba kerültek miatta, a csapat tagjai.
- Marina – A barna hajú, lila szemű sellőlány.
- Miréna – A szőke hajú, lila szemű sellőlány.

## Magyar hangok
- Baráth István – Theo
- Nemes Takách Kata – Lina
- Minárovits Péter – Ben (1–2. évad) (3. évad) (1. hang)
- Előd Álmos – Ben (3–4–5. évad) (2. hang)
- Kántor Kitty – Nina
- Bolla Róbert – Alex Grand
- Varga Tamás – Nose
- Czető Roland – Sid
- Versényi László – ?
- Kovács Nóra – Narancs Őrző, Fehér Őrző
- Koncz István – Cukimuki, Csúszós Kigyó (1. hang)
- Harsányi Gábor – Sárga Őrző
- Zöld Csaba – ?
- Szokol Péter – ?
- Albert Gábor – ?
- Petridisz Hrisztosz – ?
- Szalay Csongor – ?
- Mohácsi Nóra – ?
- Láng Balázs – ?
- Szórádi Erika – ?
- Pálfai Péter – Vörös Őrző
- Bácskai János – Csúszós Kigyó (2. hang)
- Juhász Zoltán – ?
- Péter Richárd – ?
- Hámori Eszter – Törött Kenu
- Némedi Mari – Barna Őrző
- Papucsek Vilmos – ?
- Bartók László – ?
- Szokolay Ottó – ?
- Seszták Szabolcs – Johnny
- Vadász Bea – Inca
- Renácz Zoltán – Tucan
- Lippai László – Zöld Őrző
- Karácsonyi Zoltán – Ty-Pó
- Gubányi György István – Kommentátor

## Epizódok

### 1. évad
1. Murdoch álma (Murdoch's Dream)
2. Az új királyságok (The New Kingdoms)
3. A kis nagy hős (Little Big Hero)
4. Az energia nyomában (In Search of Energy)
5. A Szuperszonikus Fehér királyság (Super-Sonic White Kingdom)
6. Szabadságot a Sárga királyságnak! (Freedom for the Yellow Kingdom)
7. A veszély édes íze (Sweet Taste of Danger)
8. Azok a varázslatos gyümölcsök (The Magic of Fruit)
9. A nagy Ben (Big Ben)
10. Húzzunk bele! (Ready to Roll)
11. Keménydió (Tough to Crack)
12. A győzelem keserű íze (Bitter Taste of Victory)
13. Alex Grand galaxisa (Alex Grand's Galaxy)

### 2. évad
1. Tűz alatt a királyság (Kingdom Under Fire)
2. Riadó! (Red Alert)
3. Vigyázat, Csúszós Királyság! (Danger! Slippery Kingdom!)
4. Csöbörből vödörbe (Out of the Frying Pan into the Fire!)
5. Égjen, aminek égnie kell! (Let's Burn That Fat)
6. A sárkány szárnyán szállván (On the Wings of the Dragon)
7. Nap, só és verejték (Sun, Salt and Sweat)
8. Királyságok a pusztulás határán (Kingdoms on the Verge of Extinction)
9. Királyság roston sütve (Roasted Red Kingdom)

### 3. évad
1. A turbóbabok országa (Turbo Bean)
2. A Fény szellemének átka (The Curse ot the Spirit of the Light)
3. Csak előre, nem hátra! (Hanging On)
4. Ősrobbanás felturbózva (Turbo Turbo Bang Bang)
5. Kígyók és babok (Snakes and Beans)
6. A Barna Királyság vége (The End of The Brown Kingdom)
7. A remény csírája (A Seed of Hope)
8. Babok és borsók! Teljes Gőzzel előre! (Legumes Full Steam Ahead)
9. A nagy összecsattanás (Collision Course)

### 4. évad
1. Neptunusz kövének legendája (The Legend of Neptune's Stone)
2. A tengerek réme visszatér (The Return of the Terror of the Seas)
3. Guga a köbön! (The Island of Tremors)
4. Merülésre felkészülni! (Prepare for Dive)
5. Támad a cápa! (Into the Shark's Jaws)
6. Víz alatti paktum (Underwater Pact)
7. Tapogatókarok tengere (A Sea of Tenticles)
8. Jégtörő dallam (Ice-Breaker Melody)
9. A Kék Királyság utolsó lehelete (Blue Kingdom's Last Breath)
10. A félelem határa (Blue Kingdom's Last Breath)
11. Szigony-test (Testing the Trident)

### 5. évad
1. A rejtőzködő csillag (The Hidden Star)
2. Az eltűnt zöldségek átka (The Curse of the Lost Vegetables)
3. A titokzatos gyermek-királyság (The Mysterious Kingdom of Children)
4. A gondosan őrzött kő (A Well Guarded Stone)
5. Az apokalipszis négy jele (The Four Signs of the Apocalypse)
6. A Fény és a Sötétség triászai (The Triads of Light and Darkness)
7. Csillag-maraton (Star Marathon)
8. A napfogyatkozás árnyékában (In the Shadow of the Eclipse)
9. Az őrület határán (On the Edge of Madness)
10. A magányos csillag ösvénye (The Path of the Lonely Star)